# 帕尔科诉康涅狄格州案
帕爾科訴康乃狄克州案（英語：Palko v. Connecticut），302 U.S. 319 (1937)，是美國最高法院有關將第五修正案對免受雙重審判的保護納入合併的案件。

## 背景
1935年，法蘭克·帕爾卡（Frank Palka，在法院文件中被錯誤拼寫成帕爾科（Palko）），康乃狄克州的居民，闖入當地一間音樂商店，並偷了一台留聲機，接著徒步逃亡，被執法部門逼得走投無路時，殺了兩名警察並逃逸。並在一個月後被捕獲。
帕爾科被控犯有一級謀殺，但被定罪成較輕微的二級謀殺罪，並被判終生監禁。檢察官根據康乃狄克州法律上訴並贏得了一個新的審判，結果帕爾科被判犯有一級謀殺並宣判死刑。帕爾科上訴，認為第五修正案對於免受雙重審判的保護應透過第十四修正案的正當程序條款適用於州政府。最高法院之前在屠宰場案中已經判決權利法案的保障，不應透過特權或豁免權條款適用至各州，但帕爾科認為因為被侵犯的權利受到正當程序保護，康乃狄克州仍然違反了第十四修正案。

## 法院判決
大法官班傑明·卡多佐認為正當程序條款只有保護「有序自由體系中不可或缺」的權利，而法院因此應逐漸在法院審理中的違例產生時，將權利法案結合至各州，基於被侵犯的權利是否滿足上述的檢驗。
應用這種逐案的主觀做法（或稱選擇性合併原則），法院根據雙重審判上訴「對於有序自由的基本體系並非不可或缺」，從而維持了帕爾科的定罪判決。本案件是8－1票的判決。大法官皮爾斯·巴特勒是唯一的不同意見者，但他並沒有撰寫不同意見書。
帕爾科在1938年4月12日在康乃狄克州的電椅上被處決。

## 後續發展
法院最終改弦易轍，在本頓訴馬里蘭州案（395 U.S. 784 (1969)）的判決中，推翻了「帕爾科」案，將免受雙重審判的保護納入合併原則。

## 外部連結
- Palko v. Connecticut at Oyez （页面存档备份，存于）